# 남위 52도
남위 52도는 적도로부터 남쪽으로 52도 떨어진 위선이다. 대서양, 인도양, 태평양, 남아메리카를 지난다. 
이 위도에서의 일조시간은 하지일 때 16시간 44분, 동지일 때 7시간 44분이다.

## 지나가는 지역
남위 52도선은 본초 자오선에서 동쪽 방향으로 다음 지역들을 지나간다.
| 좌표                                                   | 국가·지역·해역           | 비고                                       |
| ------------------------------------------------------ | ------------------------ | ------------------------------------------ |
| 남위 52° 0′ 동경 0° 0′  / 남위 52.000° 동경 0.000°     | 대서양                   |                                            |
| 남위 52° 0′ 동경 20° 0′  / 남위 52.000° 동경 20.000°   | 인도양                   |                                            |
| 남위 52° 0′ 동경 147° 0′  / 남위 52.000° 동경 147.000° | 태평양                   |                                            |
| 남위 52° 0′ 서경 75° 4′  / 남위 52.000° 서경 75.067°   | 칠레                     | 파타고니아 군도, 마가야네스주              |
| 남위 52° 0′ 서경 71° 55′  / 남위 52.000° 서경 71.917°  | 아르헨티나와 칠레의 국경 |                                            |
| 남위 52° 0′ 서경 70° 0′  / 남위 52.000° 서경 70.000°   | 아르헨티나               | 산타크루스주                               |
| 남위 52° 0′ 서경 68° 42′  / 남위 52.000° 서경 68.700°  | 대서양                   |                                            |
| 남위 52° 0′ 서경 60° 57′  / 남위 52.000° 서경 60.950°  | 포클랜드 제도            | 서포클랜드섬 ( 아르헨티나가 영유권을 주장) |
| 남위 52° 0′ 서경 59° 57′  / 남위 52.000° 서경 59.950°  | 대서양                   | 포클랜드 제도                              |
| 남위 52° 0′ 서경 59° 35′  / 남위 52.000° 서경 59.583°  | 포클랜드 제도            | 동포클랜드섬 ( 아르헨티나가 영유권을 주장) |
| 남위 52° 0′ 서경 58° 21′  / 남위 52.000° 서경 58.350°  | 대서양                   |                                            |

## 같이 보기
- 남위 51도
- 남위 53도